# سيزار لويس مينوتي
سيزار لويس مينوتي (بالإسبانية: César Luis Menotti) (5 نوفمبر 1938 - 5 مايو 2024) هو لاعب كرة قدم أرجنتيني. لعب لعدة اندية في قارة أمريكا الجنوبية من بينها بوكا جونيور الأرجنتيني ونادي سانتوس البرازيلي لكنة كلاعب لم يمثل منتخب بلادة اعتزل كرة القدم كلاعب عام 1969، احترف التدريب بعد اعتزالة اللعب ودرب عدة اندية في بلادة الأرجنتين من بينها نادي هوراكان تم استدعائة بعد كأس العالم 1974 ليدرب منتخب بلادة الأرجنتين، في العام 1978 قاد منتخب بلادة لتحقيق أول لقب للأرجنتين في كأس العالم وكان ذلك في العام 1978 في البطولة التي استضافتها الأرجنتين، وبعد انتهاء تلك البطولة درب منتخب الأرجنتين للناشئين بقيادة مارادونا واستطاع الفريق من تحقيق بطولة كأس العالم للناشئين عام 1979 ، بعد الأداء المخيب لمنتخب الأرجنتين في كأس العالم 1982 في إسبانيا تم اقالة مينوتي من تدريب المنتخب الأرجنتيني، ليحط الرحال بعدها في إسبانيا مدرباً ل نادي برشلونة  وحقق مع النادي الكاتلوني ثلاثة بطولات كأس إسبانيا مرة واحدة كأس الدوري الإسباني مرة وكأس السوبر الإسباني مرة واحدة. أُقيل بعد أقل من عامين على تدريبة النادي الكاتلوني، بعدها درب عدة فرق من بينها نادي بوكا جونيور وأتلتيكو مدريد وريفر بليت وسامبدوريا .

## وفاته
توفي سيزار لويس مينوتي في 5 مايو 2024 عن عمر ناهز الخامسة والثمانين.

## الانجازات

### مسيرته كلاعب

#### نادي بوكا جونيورز
- دوري الدرجة الأولى الأرجنتيني: 1965

#### نادي سانتوس
- الدوري البرازيلي الدرجة الأولى: 1968.
- كأس سوبر أبطال الانتركونتيننتال: 1968.
- بطولة باوليستا: 1968.

### مسيرته التدريبية

#### نادي هوراكان
- الدرجة الأولى: ميتروبوليتانو 1973

#### نادي برشلونة
- كأس الملك: 1982–83
- كأس الدوري الإسباني: 1983
- كأس السوبر الإسباني: 1983

#### منتخب الارجنتين للشباب
- بطولة طولون: 1975
- كأس العالم تحت 20 سنة: 1979

#### منتخب الأرجنتين
- كأس العالم لكرة القدم: 1978

### إنجازات فردية
- كرة القدم العالمية رقم 22 كأفضل مدير على الإطلاق: 2013.

## روابط خارجية
- سيزار لويس مينوتي على موقع الاتحاد الدولي (مؤرشف)  (الإنجليزية)
- سيزار لويس مينوتي على موقع قاعدة بيانات كرة القدم.إي يو (الإنجليزية)
- سيزار لويس مينوتي على موقع ناشيونال فوتبول تيمز (الإنجليزية)
- سيزار لويس مينوتي على موقع عالم كرة القدم.نت (الإنجليزية)

| سبقه هيلموت شون | المدرب الفائز بكأس العالم لكرة القدم 1978 | تبعه إنزو بيرزوت |